# 15822 Genefahnestock
15822 Genefahnestock este o planetă minoră (asteroid), cu un diametru de 1,72 km, din Inner Main Belt⁠(d). A fost descoperită pe 8 octombrie 1994 la Observatorul Palomar de Eleanor F. Helin. 
Obiectul prezintă o orbită caracterizată de o semiaxă mare de 1,9479737 UAi, o excentricitate de 0,08, o înclinație de 22,0242 ° în raport cu ecliptica.